# Yuan Yue
Yuan Yue (Yangzhou, 25 settembre 1998) è una tennista cinese.
Attiva principalmente in singolare vanta un titolo WTA 250 ed è stata numero 36 del ranking nel maggio del 2024.
Nei tornei del Grande Slam si è spinta al massimo al terzo turno dello US Open nel 2022.

## Carriera
Yuan vanta come best ranking in singolare la 36ª posizione raggiunta il 20 maggio 2024 e, in doppio, la 71ª posizione raggiunta il 6 gennaio 2025.
Nel 2019, ha colto la sua prima finale WTA '125' in doppio con la connazionale Han Xinyun: le due si sono arrese a Voráčová/Arruabarrena al super-tiebreak.
Nel 2023, la cinese ha raggiunto la sua prima finale in carriera nel WTA '250' di Seul, dove è stata sconfitta dalla numero 4 del mondo Jessica Pegula in due set.

### 2024: primo titolo WTA e ingresso in top-40
Dopo un secondo turno ad Auckland, prende parte al torneo di Hobart: supera le qualificazioni battendo Šnaider e Podoroska mentre al primo turno si impone sull'ex campionessa slam Sloane Stephens al tie-break del terzo set. Nel round successivo, Yuan elimina la connazionale Wang per 7–5 6–3, approdando ai quarti di finale. Nella circostanza, estromette Putinceva in due set, accedendo alla seconda semifinale WTA della carriera, dove si arrende alla futura campionessa Navarro. All'Australian Open non va oltre il primo turno, cedendo a Boulter in due parziali tirati.
Dopo una sconfitta prematura a Hua Hin e l'uscita di scena nelle qualificazioni di Doha, Yue partecipa al torneo di Austin: dopo un successo in rimonta su Rodionova, batte in due set Townsend, Wang e Schmiedlová, guadagnandosi così la seconda finale nel circuito maggiore. Nel match valevole per il titolo, supera la connazionale Xiyu Wang con lo score di 6–4 7–6(4), conquistando così il suo primo titolo WTA della carriera. Grazie al successo, la cinese sale di 19 posizioni nel ranking, piazzandosi al 49º posto della classifica mondiale, suo nuovo best-ranking.
Successivamente, prende parte al '1000' di Indian Wells: Yue allunga la serie di vittorie consecutive a quota 9, imponendosi su Gračëva, la connazionale e top-10 Zheng, Dolehide e la n°11 del seeding Kasatkina, cogliendo così il suo primo quarto di finale di questo livello. Nella circostanza, si arrende a Coco Gauff, n°3 del mondo, con lo score di 4–6 3–6. Questo risultato le frutta un ulteriore balzo avanti nel ranking, andando a issarsi alla posizione n°37. A Miami non va oltre il secondo turno, battuta da Sakkarī.
Sulla terra, centra i quarti a Rouén, dove viene superata da Sloane Stephens con un doppio 2–6. Dopodiché, raccoglie quattro sconfitte consecutive al primo turno tra Madrid, Roma, Rabat e Roland Garros.

## Statistiche WTA

### Singolare

#### Vittorie (1)
| Legenda              |
| -------------------- |
| Grande Slam (0)      |
| Ori Olimpici (0)     |
| WTA Finals (0)       |
| WTA Elite Trophy (0) |
| Dal 2021             |
| WTA 1000 (0)         |
| WTA 500 (0)          |
| WTA 250 (1)          |

| N. | Data         | Torneo           | Superficie | Avversaria in finale | Punteggio   |
| 1. | 3 marzo 2024 | ATX Open, Austin | Cemento    | Wang Xiyu            | 6–4, 7–6(4) |

#### Sconfitte (1)
| Legenda              |
| -------------------- |
| Grande Slam (0)      |
| Argenti Olimpici (0) |
| WTA Finals (0)       |
| WTA Elite Trophy (0) |
| Dal 2021             |
| WTA 1000 (2)         |
| WTA 500 (0)          |
| WTA 250 (1)          |

| N. | Data            | Torneo           | Superficie | Avversaria in finale | Punteggio |
| 1. | 15 ottobre 2023 | Korea Open, Seul | Cemento    | Jessica Pegula       | 2–6, 3–6  |

### Doppio

#### Vittorie (2)
| Legenda              |
| -------------------- |
| Grande Slam (0)      |
| Ori Olimpici (0)     |
| WTA Finals (0)       |
| WTA Elite Trophy (0) |
| Dal 2021             |
| WTA 1000 (0)         |
| WTA 500 (1)          |
| WTA 250 (1)          |

| N. | Data            | Torneo              | Superficie | Compagna      | Avversarie in finale                 | Punteggio        |
| 1. | 20 ottobre 2024 | Ningbo Open, Ningbo | Cemento    | Demi Schuurs  | Nicole Melichar-Martinez Ellen Perez | 6–3, 6–3         |
| 2. | 2 marzo 2025    | ATX Open, Austin    | Cemento    | Anna Blinkova | McCartney Kessler Zhang Shuai        | 3–6, 6–1, [10–4] |

## Circuito WTA 125

### Doppio

#### Sconfitte (1)
| N. | Data          | Torneo                    | Superficie  | Compagna   | Avversarie in finale              | Punteggio           |
| 1. | 4 agosto 2019 | Open Karlsruhe, Karlsruhe | Terra rossa | Han Xinyun | Lara Arruabarrena Renata Voráčová | 7–6(2), 4–6, [4–10] |

## Statistiche ITF

### Singolare

#### Vittorie (6)
| Torneo $100.000 (2) |
| Torneo $80.000 (0)  |
| Torneo $60.000 (2)  |
| Torneo $40.000 (0)  |
| Torneo $25.000 (2)  |
| Torneo $15.000 (0)  |

| N. | Data             | Torneo                                                          | Superficie  | Avversaria in finale | Score         |
| 1. | 19 maggio 2019   | Wuhan World Tennis Tour, Wuhan                                  | Cemento     | Akiko Ōmae           | 6–3, 7–6(6)   |
| 2. | 4 dicembre 2021  | ITF Women Val Gardena Südtirol Raiffeisen, Selva di Val Gardena | Cemento (i) | Ėrika Andreeva       | 6–2, 7–6(4)   |
| 3. | 9 gennaio 2022   | Traralgon International, Città di Latrobe                       | Cemento     | Paula Ormaechea      | 6–3, 6–2      |
| 4. | 16 ottobre 2022  | Henderson Tennis Open, Las Vegas                                | Cemento     | Diana Šnaider        | 4–6, 6–3, 6–1 |
| 5. | 19 novembre 2023 | Takasaki Open, Takasaki                                         | Cemento     | Harriet Dart         | 5–7, 7–5, 6–0 |
| 6. | 27 aprile 2025   | Oeiras CETO Open, Oeiras                                        | Terra rossa | Greet Minnen         | 4-6, 6-4, 6-2 |

#### Sconfitte (11)
| Torneo $100.000 (2) |
| Torneo $80.000 (1)  |
| Torneo $60.000 (2)  |
| Torneo $40.000 (1)  |
| Torneo $25.000 (4)  |
| Torneo $15.000 (1)  |

| N.  | Data              | Torneo                                                | Superficie  | Avversaria in finale | Score            |
| 1.  | 13 agosto 2017    | LTAT Academy Women's Circuit, Nonthaburi              | Cemento     | Sara Tomic           | 4–6, 6–4, 1–6    |
| 2.  | 19 agosto 2017    | Chang ITF Thailand Pro Circuit Nonthaburi, Nonthaburi | Cemento     | Luksika Kumkhum      | 5–7, 2–6         |
| 3.  | 20 maggio 2018    | Wuhan World Tennis Tour, Wuhan                        | Cemento     | Lu Jiajing           | 6–2, 4–6, 3–6    |
| 4.  | 2 giugno 2019     | Chang ITF Thailand Pro Circuit Nonthaburi, Nonthaburi | Cemento     | İpek Soylu           | 6(1)–7, 1–6      |
| 5.  | 14 luglio 2019    | Ulanqab Tennis Open, Ulaan Chab                       | Cemento     | Lu Jiajing           | 7–6(9), 3–6, 3–6 |
| 6.  | 17 luglio 2022    | Liepāja Open, Liepāja                                 | Terra rossa | Emma Navarro         | 4–6, 4–6         |
| 7.  | 25 settembre 2022 | Berkeley Tennis Club Challenge, Berkeley              | Cemento     | Madison Brengle      | 7–6(3), 3–6, 2–6 |
| 8.  | 30 ottobre 2022   | Christus Health Pro Challenge, Tyler                  | Cemento     | Taylor Townsend      | 4–6, 2–6         |
| 9.  | 4 febbraio 2023   | CMDX Open, Città del Messico                          | Cemento     | Berfu Cengiz         | 4–6, 6–1, 6(9)–7 |
| 10. | 22 ottobre 2023   | Shenzhen Longhua Open, Shenzhen                       | Cemento     | Bai Zhuoxuan         | 6(5)–7, 2–6      |
| 11. | 26 novembre 2023  | Takasaki Open, Takasaki                               | Cemento     | Bai Zhuoxuan         | 2–6, 3–6         |

### Doppio

#### Vittorie (3)
| Torneo $100.000 (1) |
| Torneo $80.000 (0)  |
| Torneo $60.000 (1)  |
| Torneo $40.000 (0)  |
| Torneo $25.000 (1)  |
| Torneo $15.000 (0)  |

| N. | Data            | Torneo                                                      | Superficie  | Partner            | Rivali in finale                     | Risultato        |
| 1. | 31 agosto 2019  | Jinan International Open, Jinan                             | Cemento     | Zheng Wushuang     | Samantha Murray Eden Silva           | 1–6, 6–4, [10–7] |
| 2. | 16 ottobre 2021 | Lagos International Ladies Open, Lagos                      | Cemento     | Diāna Marcinkēviča | Miriam Kolodziejová Jesika Malečková | w/o              |
| 3. | 29 aprile 2023  | Women's Pro Event at the Boars Head Resort, Charlottesville | Terra verde | Sophie Chang       | Nao Hibino Fanny Stollár             | 6–3, 6–3         |

#### Sconfitte (2)
| Torneo $100.000 (0) |
| Torneo $80.000 (0)  |
| Torneo $60.000 (1)  |
| Torneo $40.000 (0)  |
| Torneo $25.000 (1)  |
| Torneo $15.000 (0)  |

| N. | Data           | Torneo                                     | Superficie  | Partner       | Rivali in finale                  | Risultato        |
| 1. | 18 agosto 2018 | ITF Women's Circuit Guiyang, Guiyang       | Cemento     | Chen Jiahui   | Kang Jiaqi Xun Fangying           | 6–3, 5–7, [6–10] |
| 2. | 2 luglio 2021  | Open Montpellier Méditerranée, Montpellier | Terra rossa | Liang En-shuo | Estelle Cascino Camilla Rosatello | 3–6, 2–6         |

## Vittorie contro giocatrici top 10
| Stagione | 2024 | Totale |
| -------- | ---- | ------ |
| Vittorie | 1    | 1      |

| #    | Giocatrice   | Ranking | Evento                          | Superficie | Turno | Punteggio |
| ---- | ------------ | ------- | ------------------------------- | ---------- | ----- | --------- |
| 2024 |              |         |                                 |            |       |           |
| 1.   | Zheng Qinwen | 8       | Indian Wells Open, Indian Wells | Cemento    | 2T    | 6–4, 6–3  |